# Justel (kommunhuvudort)
Justel är en kommunhuvudort i Spanien.   Den ligger i provinsen Provincia de Zamora och regionen Kastilien och Leon, i den nordvästra delen av landet, 290 km nordväst om huvudstaden Madrid. Justel ligger 985 meter över havet och antalet invånare är 148.
Terrängen runt Justel är kuperad norrut, men söderut är den platt. Runt Justel är det mycket glesbefolkat, med 4 invånare per kvadratkilometer. Närmaste större samhälle är Castrocontrigo, 9,5 km öster om Justel. 